# Pierre Jean Van der Ouderaa
Pierre Jean Van der Ouderaa (né à Anvers le 13 janvier 1841 et mort dans la même ville le 5 janvier 1915) est un peintre et lithographe belge. Son champ pictural couvre les sujets religieux, les scènes de genre, les portraits, les peintures orientalistes et les paysages.

## Biographie

### Famille et formation
Pierre Jean Van der Ouderaa est né à Anvers le 13 janvier 1841. Il est le dixième des douze enfants d'Andreas Van der Ouderaa, boulanger d'origine néerlandaise, et de Laurentia van de Bergh. Après des études primaires médiocres, il s'inscrit, en 1856, à l'âge de quinze ans à l'Académie royale des beaux-arts d'Anvers et étudie successivement auprès de Jacob Jacobs, Jozef Van Lerius et Nicaise de Keyser,,. En 1861, l'Académie d'Anvers lui décerne plusieurs premiers prix : excellence, dessin d'après nature, expression, anatomie du squelette et anatomie des muscles.

### Voyages d'études
En quête d'exotisme, il accompagne Albert Cogels (1842-1884) lors d'un voyage qui mène les deux artistes à Alger, Tunis, Oran et en Espagne en 1865. La même année, il reçoit le second prix en peinture au prix de Rome belge pour sa toile Les cadavres des Saints Pierre et Paul déposés par les chrétiens dans les catacombes. Il reçoit une bourse de voyage pour trois ans, financée par le gouvernement belge, afin de parfaire son art. En juillet 1866, il part pour l'Italie, où il demeure durant dix-huit mois, il y étudie les peintures de Raphaël et l'anatomie. Il réalise à cette époque le portrait de Jules II, d'après Raphaël (1865). À son retour en Belgique, il épouse, en 1869, après avoir obtenu une dispense papale, sa cousine germaine Johanna Antonia Van der Ouderaa (1841-1926), dont il a plusieurs enfants, notamment une fille Clotildis (1873) qui deviendra artiste peintre spécialisée dans les représentations florales.

### Carrière
De retour en Belgique en 1869, il se consacre à la peinture d'histoire. Il produit des « fantaisies romantiques » dans le style de Henri Leys et de Nicaise de Keyser, ainsi que les compositions historiques et dramatiques à grande échelle, grâce auxquelles il se fait connaître. Les œuvres de cette période comprennent Le Sermon de Tanchelin (1870), Philippe Van Artevelde (1875), La Distribution des Roses (1878). En 1886, Van der Ouderaa devient professeur à l'institut supérieur des beaux-arts d'Anvers. Il a notamment comme élève Cesar Geerinck auquel il enseigne la peinture d'histoire.
En 1890, il peint le triptyque académique Exposition du corps de Jean Berchmans pour la Cathédrale Notre-Dame d'Anvers. Après un voyage en Palestine en 1893, en compagnie de l'historien de l'art Max Rooses et du peintre Karel Ooms, sa facture artistique évolue vers l'orientalisme qui s'exprime dans bon nombre de ses toiles dont les sujets deviennent presque exclusivement religieux,. Il s'est fait connaître à Londres, lors de l'exposition internationale de 1874, à Lyon au salon de 1884, et à Bordeaux lors de l'exposition internationale de 1895, villes où il est décoré d'une médaille,.

### Dernières années
En 1911, il effectue un nouveau voyage d'études à Assise, afin d'y marcher sur les traces de Saint François qui lui inspire une ultime œuvre.
À la suite d'un refroidissement contracté lors de l'évacuation de la ville d'Anvers en 1914, Pierre Jean Van der Ouderaa meurt à Anvers le 5 janvier 1915, à l'âge de 73 ans.

## Œuvres

### Sélection
Parmi ses œuvres, figurent :
- Le Baptême du Christ (1862) ;
- Les Cadavres des Saints Pierre et Paul déposés par les chrétiens dans les catacombes, second prix de Rome belge (1865) ;
- Jules II, d'après Raphaël, Musées royaux des Beaux-Arts de Belgique (1865) ;
- Lazare au festin du mauvais riche, exposition générale des beaux-arts (1869) ;
- Le Sermon de Tanchelin, salon d'Anvers (1870) ;
- Plaisir spirituel (1871) ;
- Albert Durer dessinant dans une rue d'Anvers, salon de Gand (1871) ;
- La Charité, salon de Gand (1871) ;
- L'Excellent médecin, salon de Bruxelles de 1872 ;
- Philippe Van Artevelde, salon de Bruxelles de 1875 ;
- Marchands de fruits vénitiens, salon de Bruxelles de 1875 ;
- La Réception officielle de Charles-Quint (1876) ;
- La Distribution des Roses (1877), salon de Bruxelles de 1878 ;
- En route pour le supplice, Salon des artistes français à Paris (1880) ;
- Une réparation judiciaire (1883) ;
- L'Imprimerie Plantin, salon de Bruxelles de 1884 ;
- Dernier Recours (1885) ;
- La Joyeuse Entrée d'Anne d'Autriche (1886) ;
- La Peine du Parjure, palais de Justice d'Anvers (1887) ;
- Exposition du corps de Jean Berchmans, triptyque à la Cathédrale Notre-Dame d'Anvers (1890) ;
- Foire à la Vieille Bourse d'Anvers (1892) ;
- Le Massacre des Innocents, Musée royal des Beaux-Arts d'Anvers (1896) ;
- Le Retour du Calvaire, Musée royal des Beaux-Arts d'Anvers (1905) ;
- La Mère des Douleurs (1909) ;
- La Madeleine touchée par la grâce divine (1909) ;
- La Sainte Famille (1913) ;
- Saint François au début de sa vocation (1913).

### Réception critique
Dans sa notice nécrologique, Emiel Van Heurck estime que Van der Ouderaa « ne fut pas un grand artiste, mais un maître habile, consciencieux, un peintre honnête comme il fut, dans toute l'acceptation du mot, un honnête homme. Académicien et traditionaliste irréductible, il resta étranger et hostile aux grands courants rénovateurs de l'art moderne. Sa peinture [est] savante, correcte et froide. […] Il a commis la grande erreur d'abandonner la peinture historique profane pour s'adonner à un genre [la peinture religieuse] qui exige du génie. »
Au salon de Gand de 1871, une critique est publiée dans l'L'Indépendance belge : « Des deux tableaux exposés par M. Van der Ouderaa, l'un est très supérieur à l'autre. Le meilleur n'est pas le plus grand qui représente Albert Durer dessinant dans une rue d'Anvers ; il a un certain cachet d'époque, mais comme peinture nous préférons beaucoup La Charité représentée par une jeune fille faisant l'aumône à une vieille femme, au sortir d'une église. Type, expression, dessin, couleur, tout est distingué dans ce joli tableau. »

### Galerie

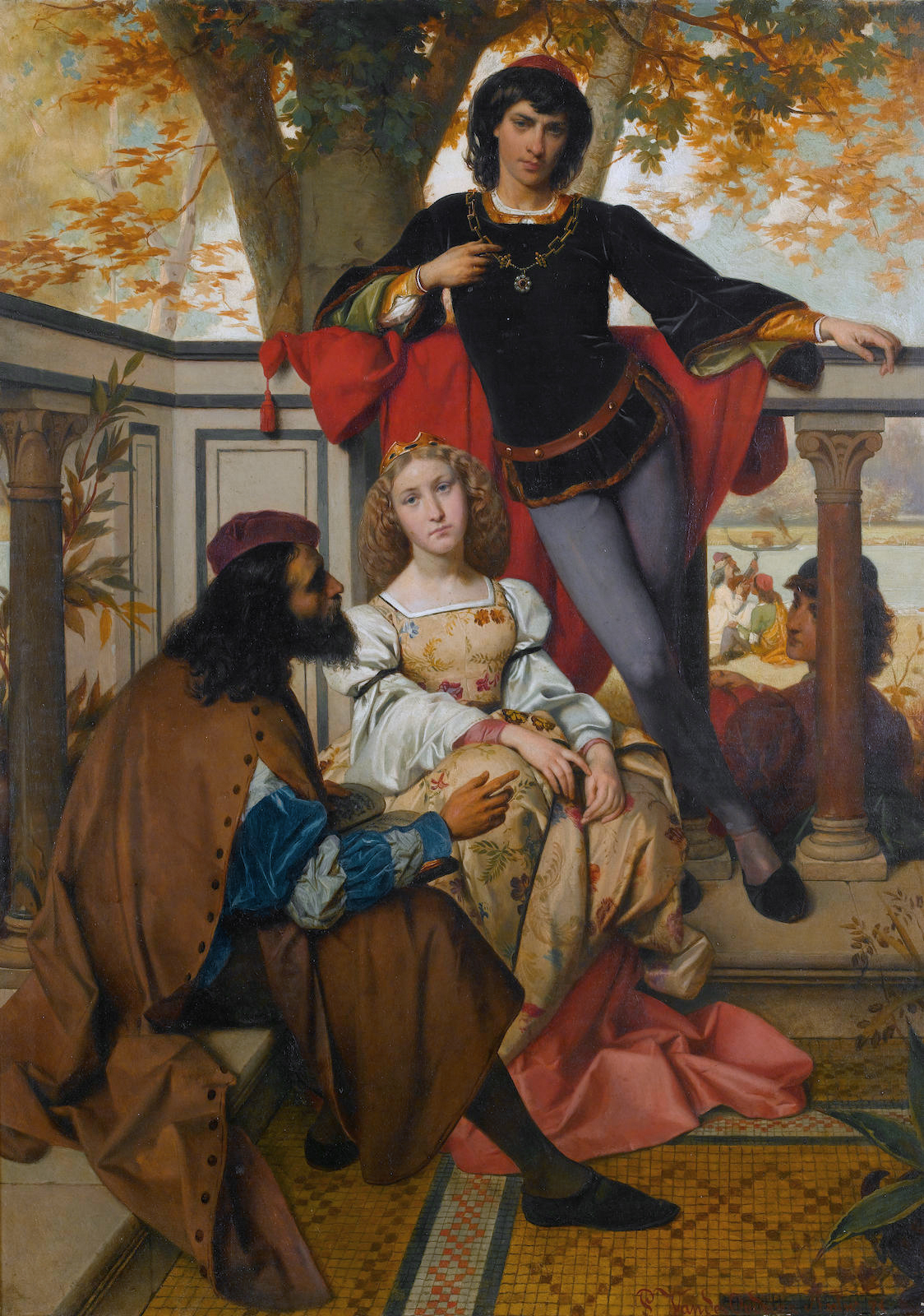
Plaisir spirituel, 1871.
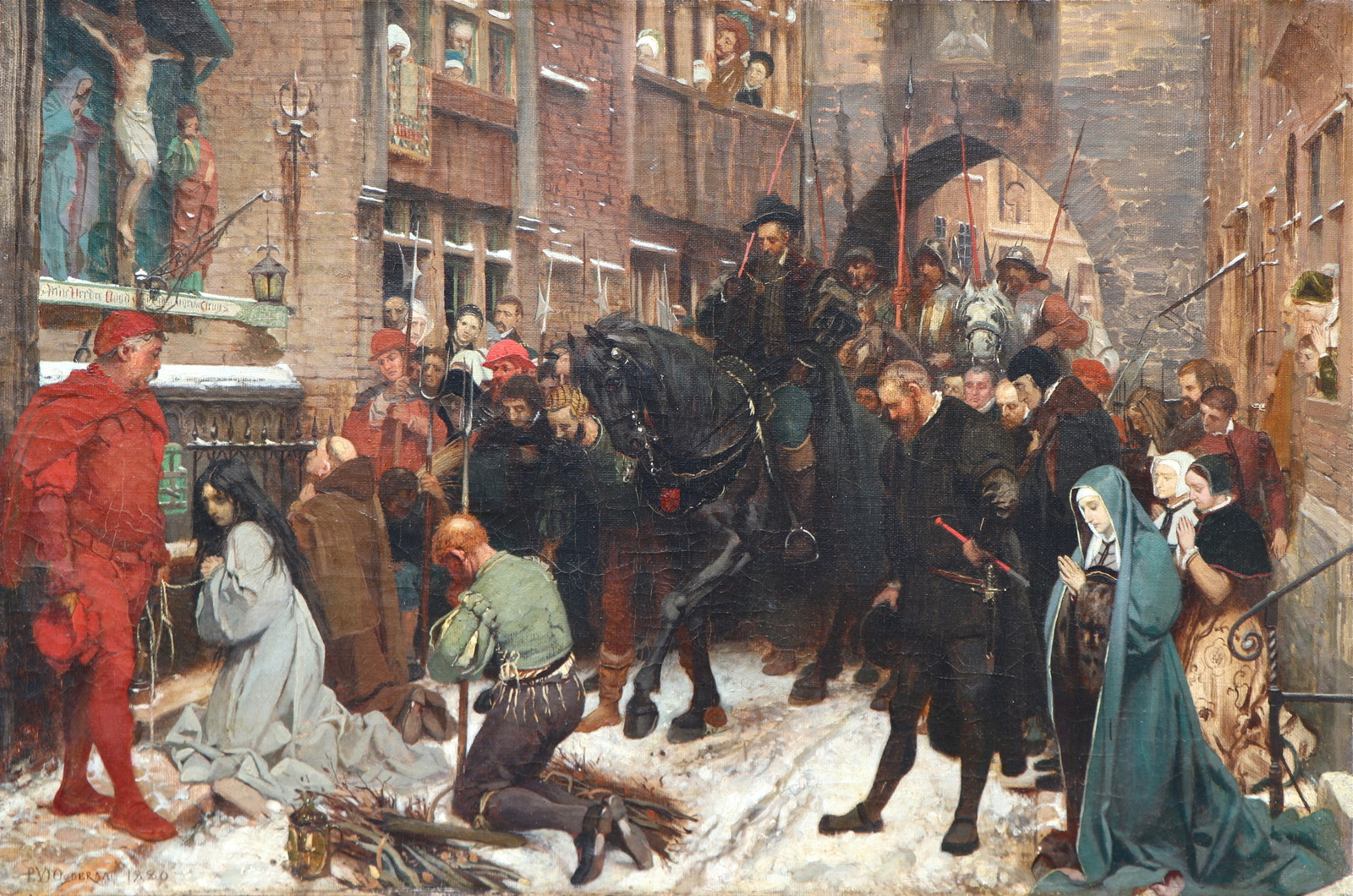
En route vers le supplice, 1880 (modèle).
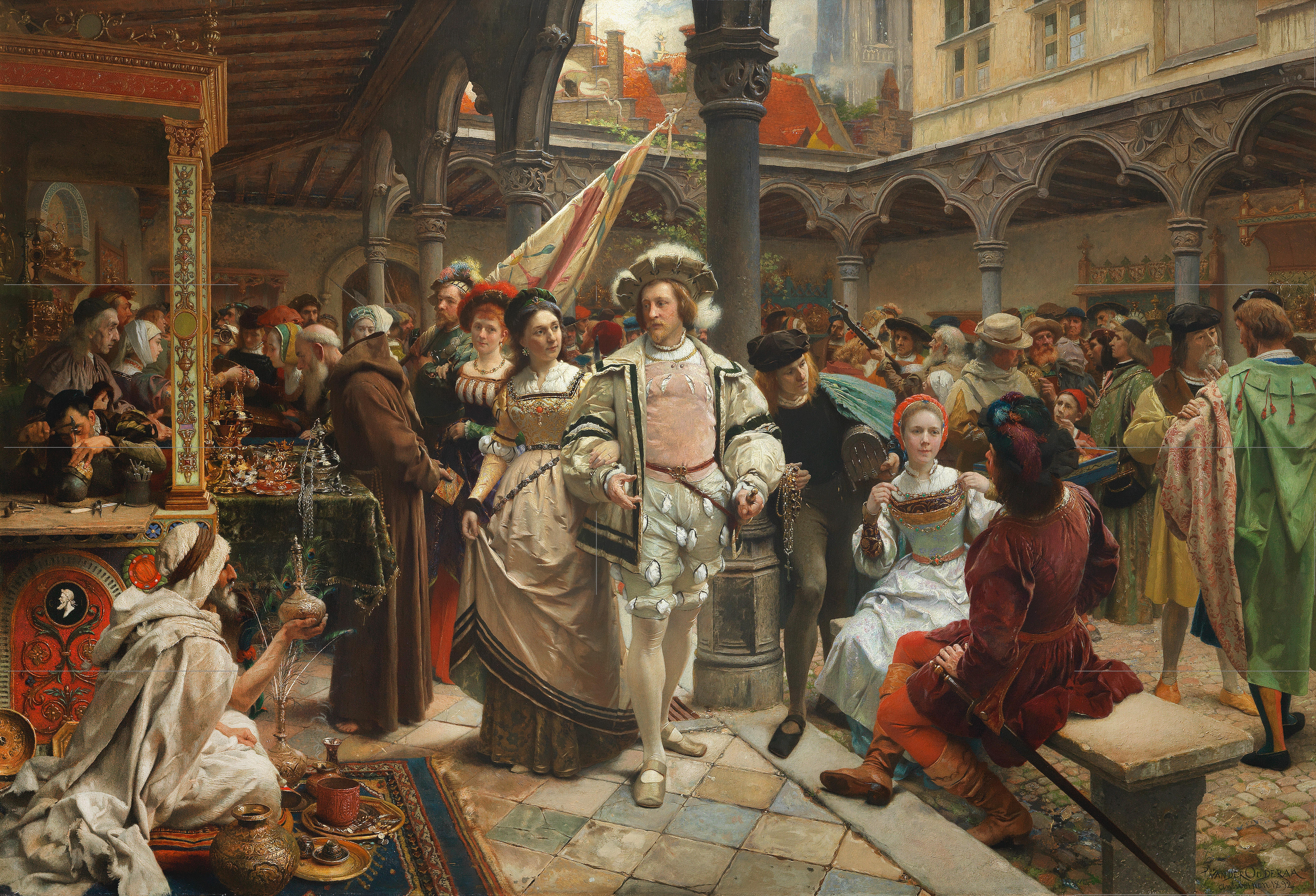
Foire à la Vieille Bourse d'Anvers, 1892.
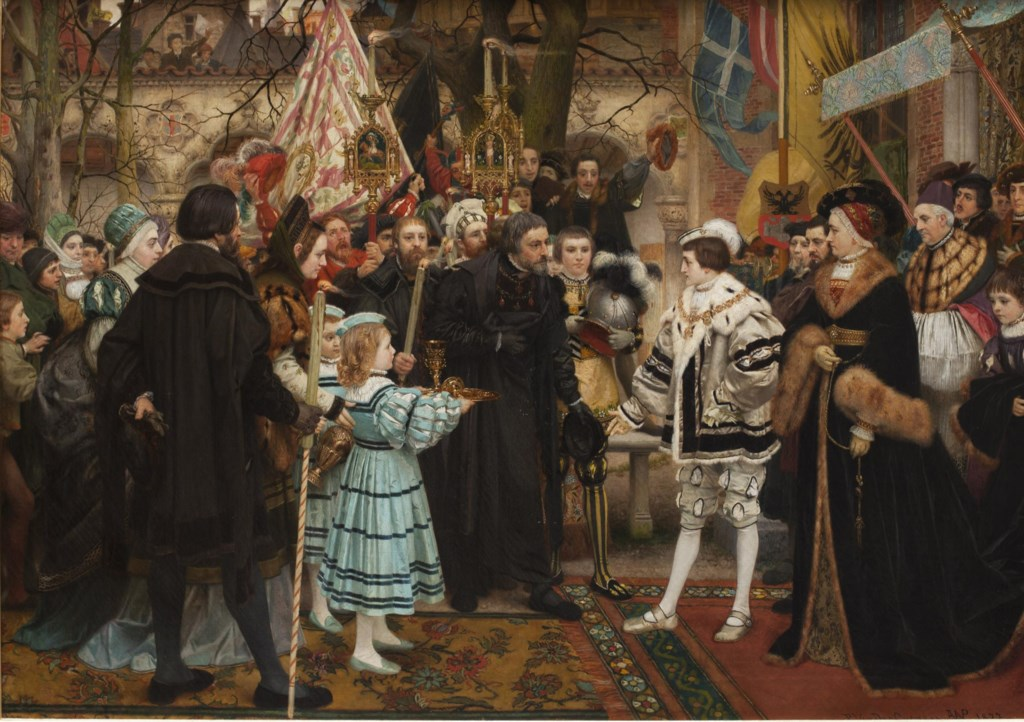
L'Archiduc Charles en visite à Anvers en 1515.
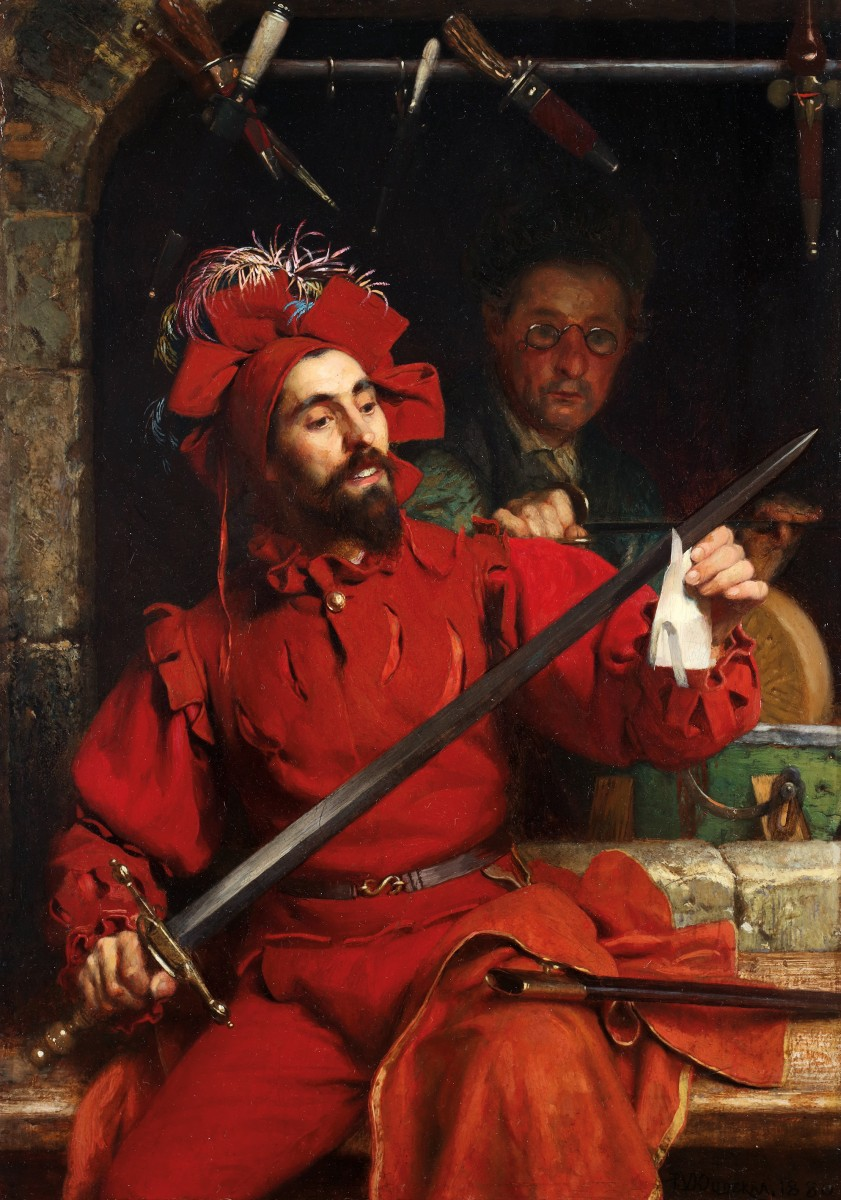
Le Forgeron et son épée.

## Honneurs
- Chevalier de l'ordre de Léopold (4 mai 1881)[12].
- Officier de l'ordre de Léopold (16 janvier 1892)[13].